# Saint-Germain-Langot

Saint-Germain-Langot este o comună în departamentul Calvados, Franța. În 1 ianuarie 2022 avea o populație de 352 de locuitori.